# La Guerre des ex
La Guerre des ex (The Game of Love) est un téléfilm américain écrit par Brian Levant, diffusé le 15 mai 2016 sur Up TV. En France, le téléfilm est diffusé le 31 octobre 2016 sur TF1.

## Fiche technique
- Titre original : The Game of Love
- Titre français : La Guerre des ex
- Réalisation : Farhad Mann
- Scénario : Brian Levant
- Pays :  États-Unis
- Durée : 90 minutes

## Distribution
- Heather Locklear (VF : Dominique Dumont) : Frankie Cornell
- Lochlyn Munro (VF : Philippe Vincent) : Jake Cornell
- Tom Stevens (VFB : Fabian Finkels) : Barton Cornell
- Emily Tennant : Alexandria Cornell
- Dianne Doan : Miss Tzu
- Milo Shandel (VFB : Michel Hinderyckx) : Ben
- Linda Darlow : Roz
- Sharon Crandall (VFB : Cécile Florin) : Irma
- Garry Chalk : coach Zimmer
- Warren Abbott : Bobby Sanders

 Source et légende : version française (VF) sur RS Doublage et selon le carton du doublage français télévisuel.